# Silesia austríaca
El Ducado de Alta y Baja Silesia (en alemán: Herzogtum Ober- und Niederschlesien) fue una región autónoma del Reino de Bohemia y del Imperio austríaco y un territorio de la corona de Cisleitania de Austria-Hungría. También es conocida como Silesia austríaca (en alemán: Österreichisch Schlesien; en checo: Rakouské Slezsko; en polaco: Śląsk Austriacki), y a pesar de que su nombre oficial solo incluía partes de la Alta Silesia, y ninguna de la Baja Silesia. Coincide principalmente con la región presente de la Silesia checa.

## Geografía

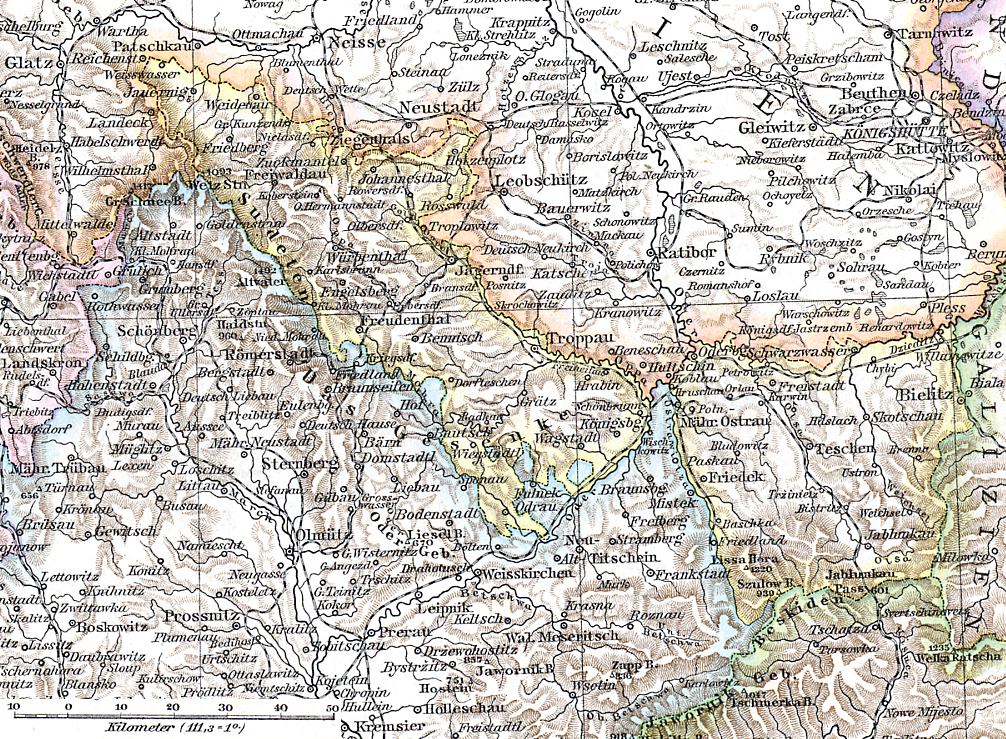
La Silesia austríaca (señalada en amarillo), Richard Andree, 1880.

La Silesia austríaca consistía en dos territorios, separados por la franja de tierra Morava de Moravské Ostrava entre los ríos Ostravice y Óder.
El área oriental del río Ostravice en torno a Cieszyn alcanza las elevadas cotas de los Cárpatos occidentales y al sur, donde bordea con Hungría, junto con los ríos Olza y la parte superior del Vístula hasta la frontera con la Silesia prusiana por el norte. Al este el río Biała separa la región de las tierras de la Mancomunidad Polaco-Lituana y del reino austríaco de Galitzia y Lodomeria desde 1772.
El territorio al oeste del río Oder en torno a la localidad de Opava estaba confinado por la cadena de montañas de Jeseník de los Sudetes Orientales al sur, separando a la región de Moravia, y el río Opava al norte.

## Historia
Como parte del Reino de Bohemia, Silesia fue heredada por el archiduque Fernando I de la Casa de Habsburgo en 1526 después de la muerte del último rey de la dinastía Jogalia, Luis II en la batalla de Mohács. Con la ascensión al trono de María Teresa I de Austria en 1740, el rey Federico II de Prusia reclamó la provincia de Silesia y, sin esperar respuesta, el 16 de diciembre empezó la primera guerra silesia, con la que comenzó la guerra de sucesión austriaca. Su campaña concluyó en 1742 con la victoria prusiana en la batalla de Chotusitz conduciendo al Tratado de Breslavia, en la que Silesia fue dividida.

Composición de la Silesia austríaca.

Bajo los términos del tratado, el reino de Prusia recibió la mayoría del territorio, incluyendo el condado de Kladsko, mientras solo una pequeña parte del sureste del territorio permaneció dentro de la Monarquía de los Habsburgo, consistente en:
- el ducado de Teschen (Cieszyn),
- partes del ducado de Opava (Troppau) y Ducado de Krnov (Jägerndorf) al sur del río Opava,
- y la parte más meridional del ducado de Nysa en torno a Jeseník.

Formaron el ducado de la Alta y Baja Silesia, una tierra de la Corona de Bohemia con capital en Opava. En 1766, el título de duque de Teschen fue concedido al príncipe Alberto de Sajonia, hijo político de María Teresa, mientras que el título de duque de Troppau y Jägerndorf permaneció en manos de la familia principesca de Liechtenstein. El antiguo territorio de Neisse fue mantenido por el obispo de Breslavia en el castillo Jánský vrch (Johannisberg).
Cuando en 1804 el emperador Francisco I de Austria estableció el Imperio austríaco, su título incluiría el de «duque de la Alta y Baja Silesia». La Silesia austríaca fue conectada por ferrocarril con capital vienés, cuando el Ferrocarril del Norte fue extendido a la estación de Bohumín en 1847. En el curso del Compromiso austrohúngaro de 1867 se convirtió en territorio de la corona de la Cisleithania austríaca.
En 1918, la monarquía austríaca fue abolida y la mayor parte de la Silesia austríaca fue cedida al nuevo estado de Checoslovaquia por el Tratado de Saint-Germain-en-Laye de 1919, con la excepción de la Silesia de Cieszyn (anteriormente ducado de Teschen), que tras el conflicto fronterizo polaco-checoslovaco fue dividido en 1920 a lo largo del río Olza, cayendo la parte más oriental en el voivodato Autónomo de Silesia de Polonia. Pequeñas partes del ducado también se convirtieron en parte de Polonia, mientras que la región de Hlučín de la provincia prusiana de Silesia cayó dentro de las fronteras checoslovacas.

## Demografía
De acuerdo a un censo austríaco, la Silesia austríaca en 1910 era el hogar de 756 949 personas, hablantes de las siguientes lenguas:
- 43 %: alemán
- 31 %: polaco
- 26 %: checo

### Principales poblaciones
Localidades con más de 5000 habitantes en 1880:
| Ciudad        | Nombre alemán | Población   |
| ------------- | ------------- | ----------- |
| Opava         | Troppau       | 20 563      |
| Bielsko       | Bielitz       | 13 060      |
| Cieszyn/Těšín | Teschen       | 13 004      |
| Krnov         | Jägerndorf    | 11 792      |
| Bruntál       | Freudenthal   | 7595        |
| Frýdek        | Frydek        | 7374 (1890) |